# NGC 7528
NGC 7528 (другое обозначение — PGC 70770) — эллиптическая галактика (E) в созвездии Пегас.
Этот объект входит в число перечисленных в оригинальной редакции «Нового общего каталога».